# Трас!
Трас! (енгл. Thud!) је 34. роман из серије од Дисксвету британског књижевника Тери Прачета. Наслов је игра речи, пошто означава и популарну друштвену игру на Дисксвету (борба са фигурама тролова и патуљака на шаховској табли), и ономатопеју за ударац. Ово је седми наставак приче о Сему Вајмсу, заповеднику Градске страже Анк Морпорка.